# چن دکوان
چن دکوان (انگلیسی: Chen Dequan؛ زادهٔ ۳۰ اوت ۱۹۹۵) اسکیت‌باز سرعت اهل چین است.